# Mali katekizem
Mali katekizem je delo Primoža Trubarja iz leta 1550.

## Obnova

### Osebe
- Oča, ki ima (tako) vprašati.
- Sin, ki ima (tako) odgovoriti.

Oče sprašuje sina o njegovi veri, o krstu, o desetih božjih zapovedih, o dobrih delih, o zadnji Večerji in zakramentu maše, o ključih nebeškega kraljestva, o molitvi pred in po jedi pa zjutraj in zvečer. Sin odgovarja, da je kerščenik, ker verjame v Jezusa Kristusa; da je krst sveti zakrament, s katerim se je bog zavezal, da bo ljudem oče, ki jih bo veroval pred zlom in jim podaril večno življenje. Nato izpove vero, zmoli očenaš in našteje deset božjih zapovedi; teh se ne moremo popolno držati, ker smo v grehu spočeti in rojeni, se pa z dobrimi deli zahvaljujemo Bogu, da smo zaradi žrtve njegovega sina Jezusa Kristusa v njegovi milosti. Ta vera se potrjuje skozi zakrament svete maše, ki ga je Jezus Kristus postavil na zadnji Večerji. Ključe nebeškega kraljestva pa je Jezus svojim jogrom izročil, ko je govoril, naj grejo po svetu oznanjat Evangelij, da bo tisti, ki vanj verjame, izveličan, tisti pa, ki ne verjame, pogubljen. Ino je tudi govoril, da kdor jogre posluša, njega posluša in da komur jogri grehe odpustijo, so odpuščeni, in komur jih zadržijo, so zadržani. Pred jedjo in po jedi se imamo zahvaliti Gospodu Bogu, ki v svoji dobroti hrani vse stvari, zjutraj in zvečer pa se mu imamo zahvaliti, ker nas je obvaroval hudega, se mu izročiti z dušo in telesom in prositi v imenu Jezusa Kristusa, naj sveti Angel zmeraj pri nas stoji in nas varuje pred hudim našim sovražnikom. Amen.